# Ukrainische Botschaft in Belgrad
Die Ukrainische Botschaft in Belgrad ist die diplomatische Vertretung der Ukraine in Serbien. Das Botschaftsgebäude befindet sich in der Paje Adamova in Belgrad. Ukrainischer Botschafter in Serbien ist seit Juli 2015 Oleksandr Aleksandrowytsch.

## Geschichte

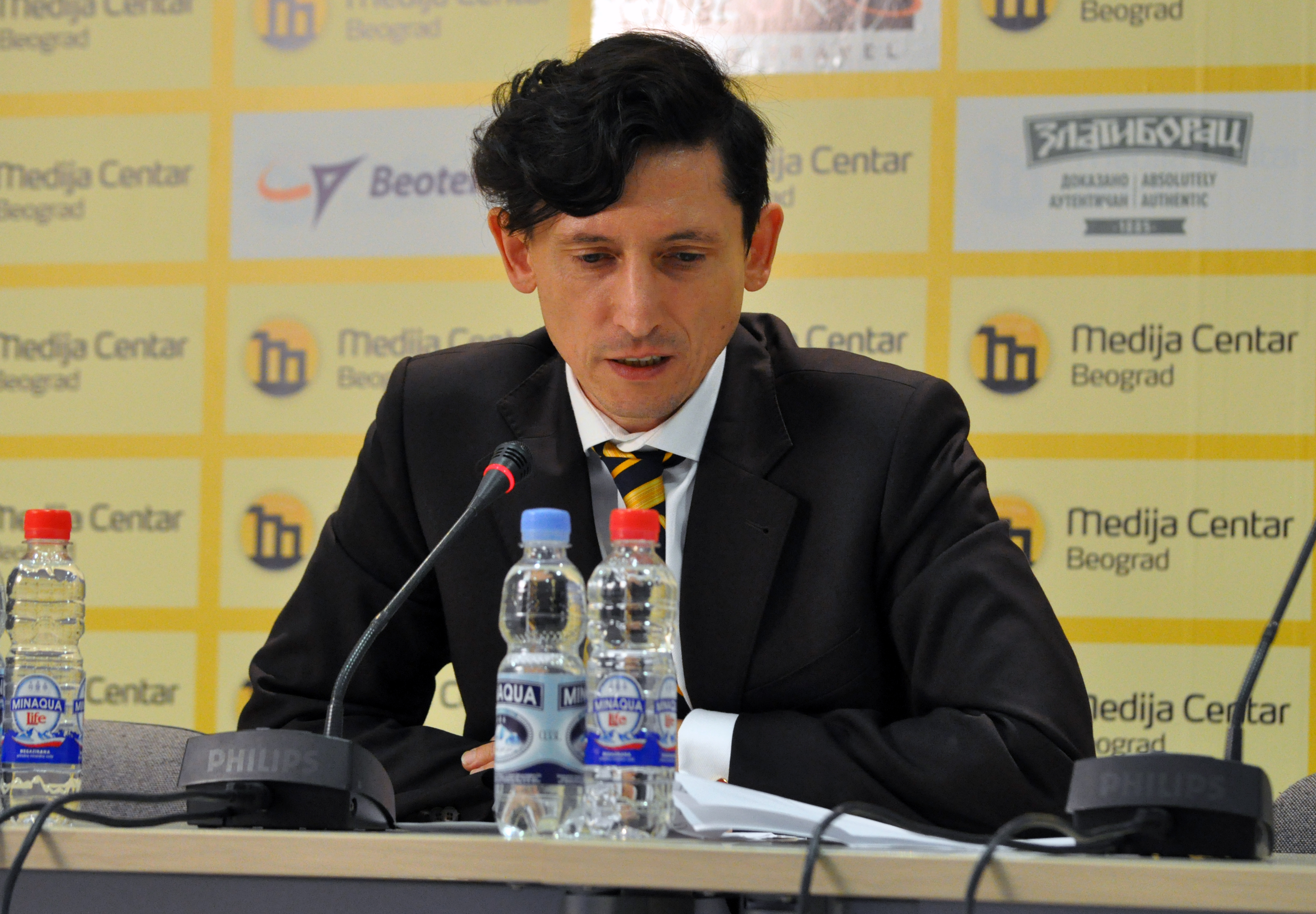
Oleksandr Aleksandrowytsch, Botschafter seit 2015

Nach dem Zerfall der Sowjetunion erklärte sich die Ukraine im August 1991 für unabhängig. Die Aufnahme diplomatischer Beziehungen zur Bundesrepublik Jugoslawien wurde am 15. April 1994 vereinbart. Die Botschaft in der Josipa Slovenskog in Belgrad wurde 1995 eröffnet. Als erster Botschafter wurde Anatolij Schostak im August 1996 akkreditiert, er diente von 1993 bis 1995 als Generalkonsul und dann als Geschäftsträger.
Mit Schwerpunkt in der Vojvodina leben in Serbien etwa 16.000 Russinen und etwa 5.000 Ukrainer (Volkszählung 2002). Sie sind Nachkommen von geschätzt 30.000 Ukrainern, die in den 1920er Jahren in das Königreich Serbien geflohen sind. In der Vojvodina ist die jugoslawo-russinische Sprache eine anerkannte Amtssprache. Neben Unterricht in dieser Sprache wird an 12 Schulen und an der Universität Belgrad auch Ukrainisch unterrichtet.
Eine Reihe von Abkommen und Vereinbarungen mit dem sozialistischen Jugoslawien besteht weiterhin.

## Konsulareinrichtungen der Ukraine in Serbien
- Konsularabteilung der Botschaft der Ukraine in Belgrad
- Generalkonsulat in Belgrad 1993–1995[2]

## Botschaftsgebäude in Serbien
Sitz der Botschaft ist seit Dezember 2009 in der Paje Adamova 4 (Паје Адамова) im Süden der serbischen Hauptstadt.

## Botschafter und Geschäftsträger der Ukraine in Serbien
- Wadim Primatschenko (Geschäftsträger, 1995)
- Wadim Primatschenko (Botschafter, 1996–1998)
- Wolodimir Furkalo (1998–2001)
- Anatolij Schostak (2001–2003)
- Ruslan Demtschenko (2003–2005)
- Anatolij Olijnik (2005–2009)
- Wiktor Nedopas (2009–2013)[2]
- Oleksandr Kiritschenko (Geschäftsträger, 2013–2014)
- Mikola Dschigun (Geschäftsträger, 2014–2015)
- Oleksandr Aleksandrowytsch (2015–)